# 切萨皮克 (弗吉尼亚州)
乞沙比克（英語：Chesapeake）是美國維吉尼亞州東南部漢普頓錨地的一個獨立城市。面積908.8平方公里。根據美國2000年人口普查，共有人口199,184人。
乞沙比克始於1691年，原稱諾福克縣，於1963年1月1日由諾福克縣與南諾福克合併而成。縣名來自乞沙比克灣。